# آنتینی-لا-ویل
آنتینی-لا-ویل (به فرانسوی: Antigny-la-Ville) یک کمون در فرانسه با جمعیت ۱۱۲ نفر است که در Canton of Arnay-le-Duc واقع شده‌است.

## نگارخانه

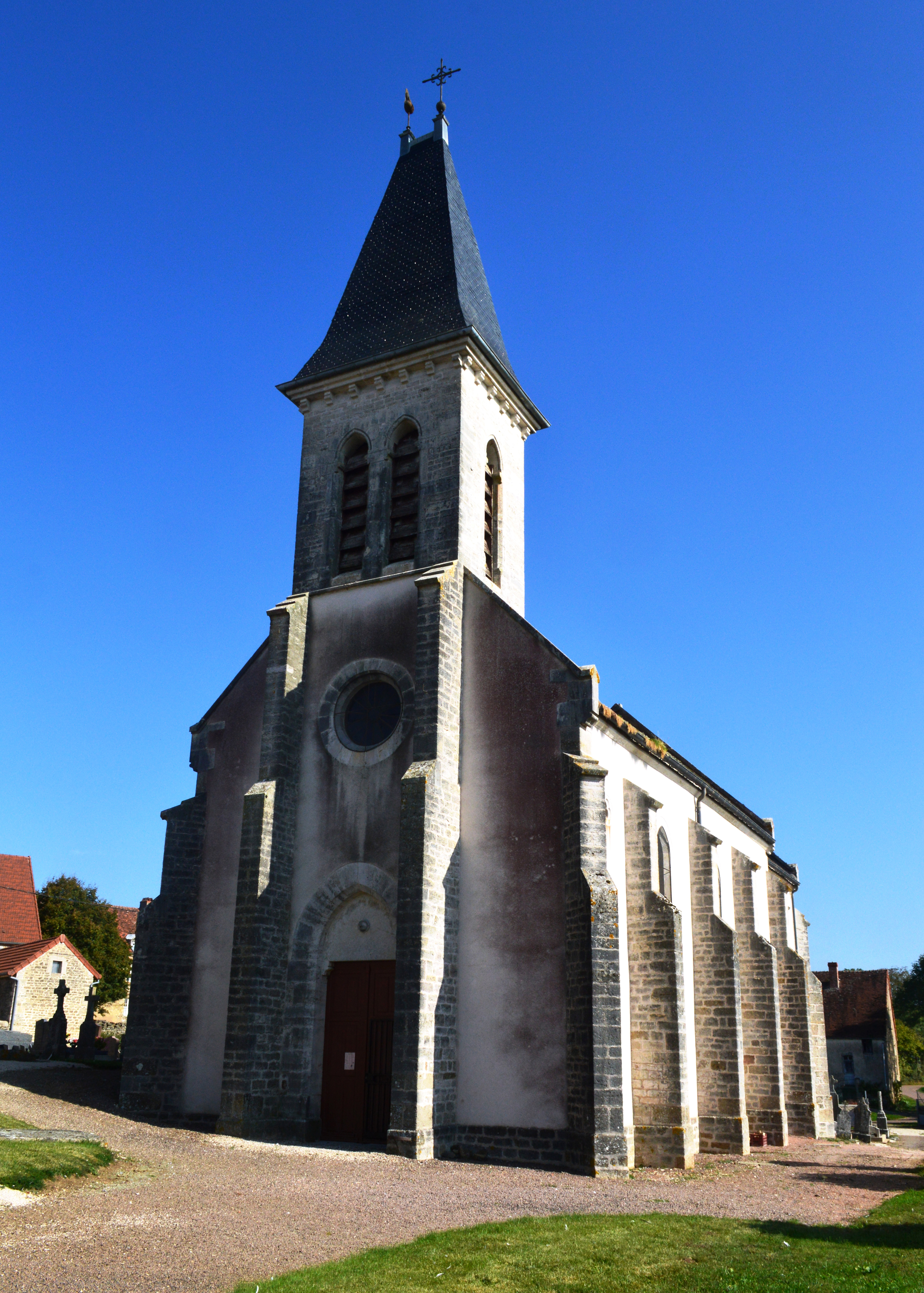
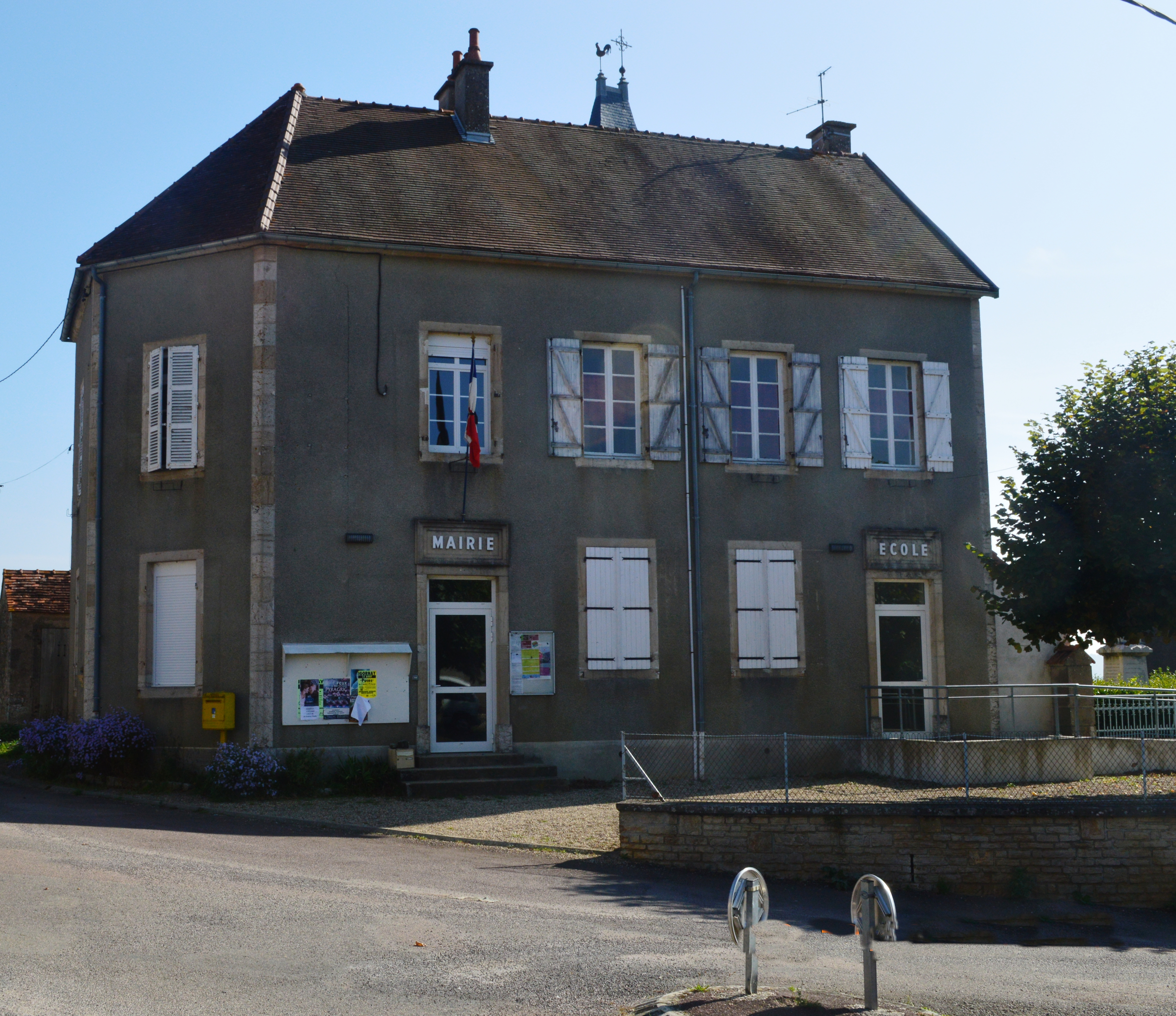
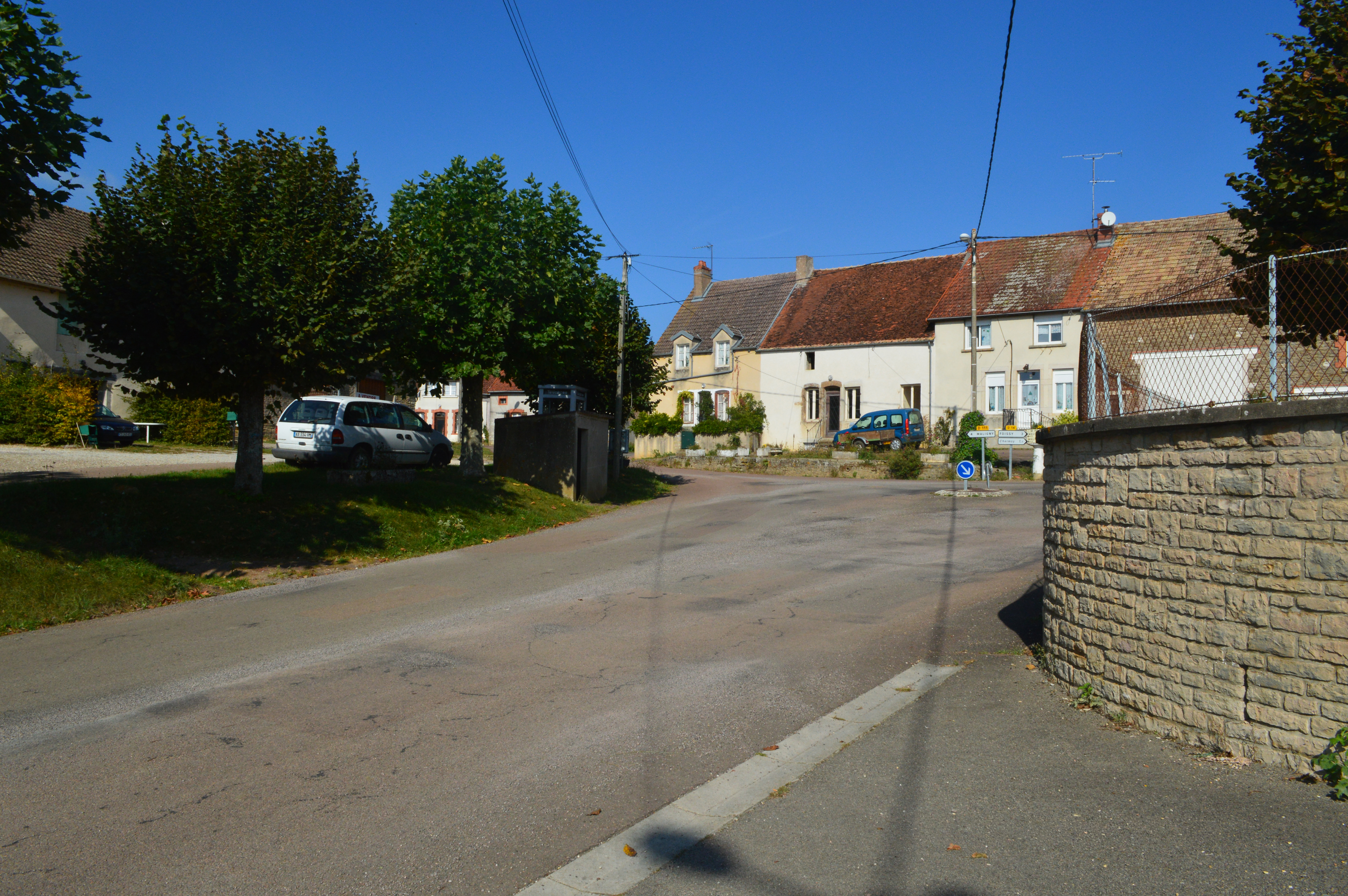
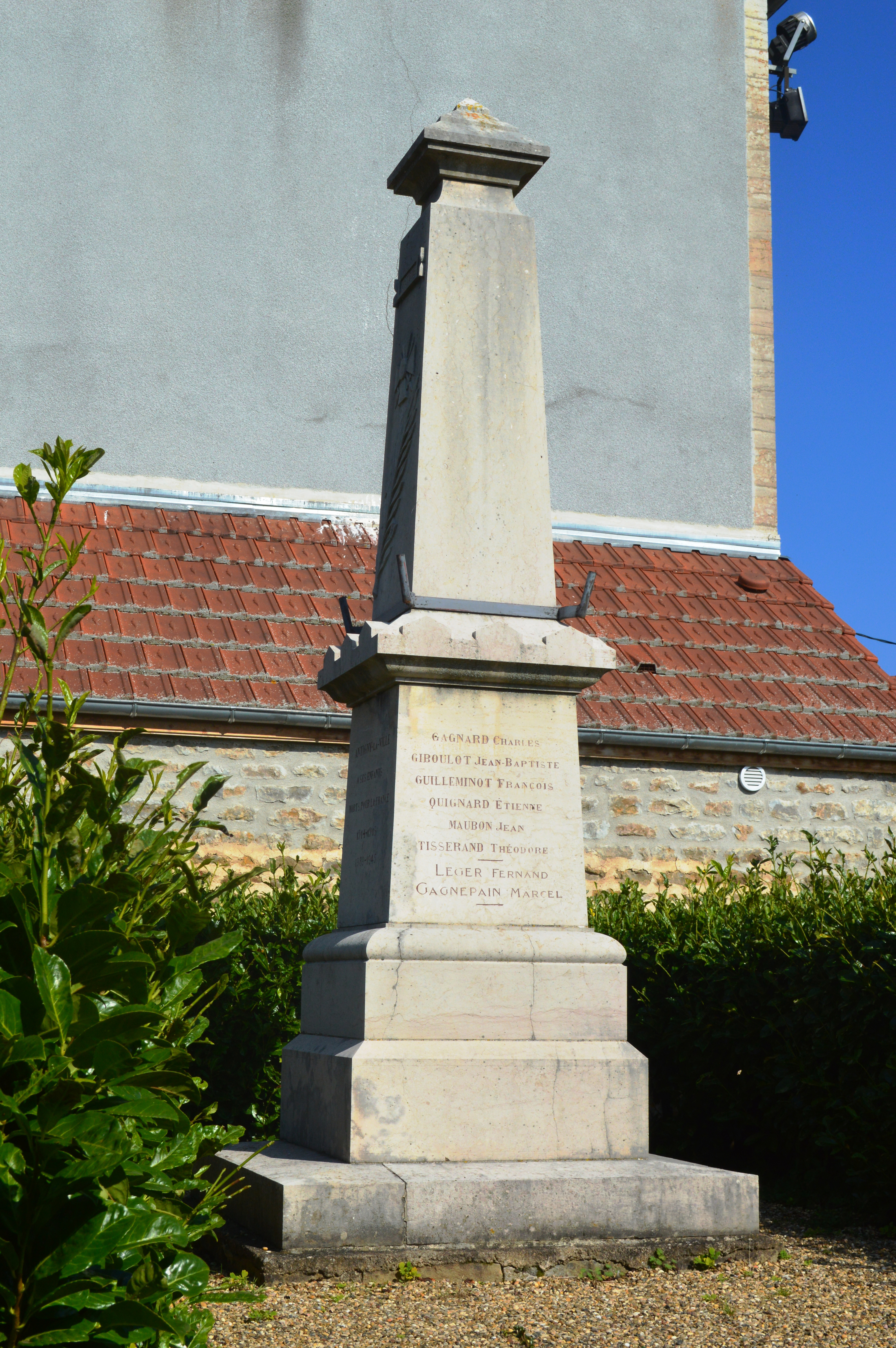